# Troy Pinder
Troy Milton Pinder (ur. 30 października 1997 w Nassau) – bahamski piłkarz grający na pozycji prawego obrońcy. Od 2023 jest zawodnikiem klubu Western Warriors SC.

## Kariera klubowa
Swoją karierę piłkarską Pinder rozpoczął w klubie Western Warriors SC. W 2017 roku zadebiutował w jego barwach w pierwszej lidze bahamskiej. Wywalczył z nim dwa mistrzostwa Bahamów w sezonach 2022/2023 i 2023/2024 oraz dwa wicemistrzostwa w sezonach 2017/2018 i 2020. Zdobył też dwa Puchary Bahamów w latach 2018 i 2023. W latach 2021–2022 występował w Renegades FC.

## Kariera reprezentacyjna
W reprezentacji Bahamów Pinder zadebiutował 7 września 2018 w przegranym 0:4 meczu Ligi Narodów CONCACAF 2020 z Belize, rozegranym w Belmopan.